# 厚壁接骨木白粉菌
厚壁接骨木白粉菌（学名：Erysiphe sambuci var. crassitunicata）是属于白粉菌目白粉菌科白粉菌属的一种真菌，寄生在贴生接骨木上。该种分布于中国。